# Западни Агдер
Западни Агдер (норв. Vest-Agder) је округ у јужном делу Норвешке. Управно седиште округа је град Кристијансанд. Значајан је и град Мандал.
Површина округа Западни Агдер је 7.276,38 km², на којој живи око 170 хиљада становника.
Грб Западног Агдера потиче из 1958. године и на њему се златни храст.

## Положај и границе округа
Округ Западни Агдер се налази у крајње јужном делу Норвешке (најјужнији у држави) и граничи се са:
- север и исток: округ Источни Агдер,
- исток: Северно море (Скагерак),
- југ: Северно море (Скагерак),
- запад: округ Рогаланд.

## Природни услови
Западни Агдер је приморски округ. Већи део округа у северном и средишњем делу је планински, док је јужни приобални, са више долина и мањих равница уз море.
Округ излази на Северно море, на његов део Скагерак. Обала је разуђена, са бројним малим острвима и полуострвима. У округу постоји и много малих језера.

## Становништво
По подацима из 2010. године на подручју округа Западни Агдер живи преко 170 хиљада становника, већином етничких Норвежана.
Округ последњих деценија бележи значајно повећање становништва. У последњих 3 деценије увећање је било за приближно 20%.
Густина насељености - Округ има густину насељености је 24 ст./км², што је двоструко више од државног просека (12,5 ст./км²). Приобални део округа је много боље насељен него планински део на северу.

## Подела на општине
Округ Западни Агдер је подељен на 15 општина (kommuner).